# Hummelshain

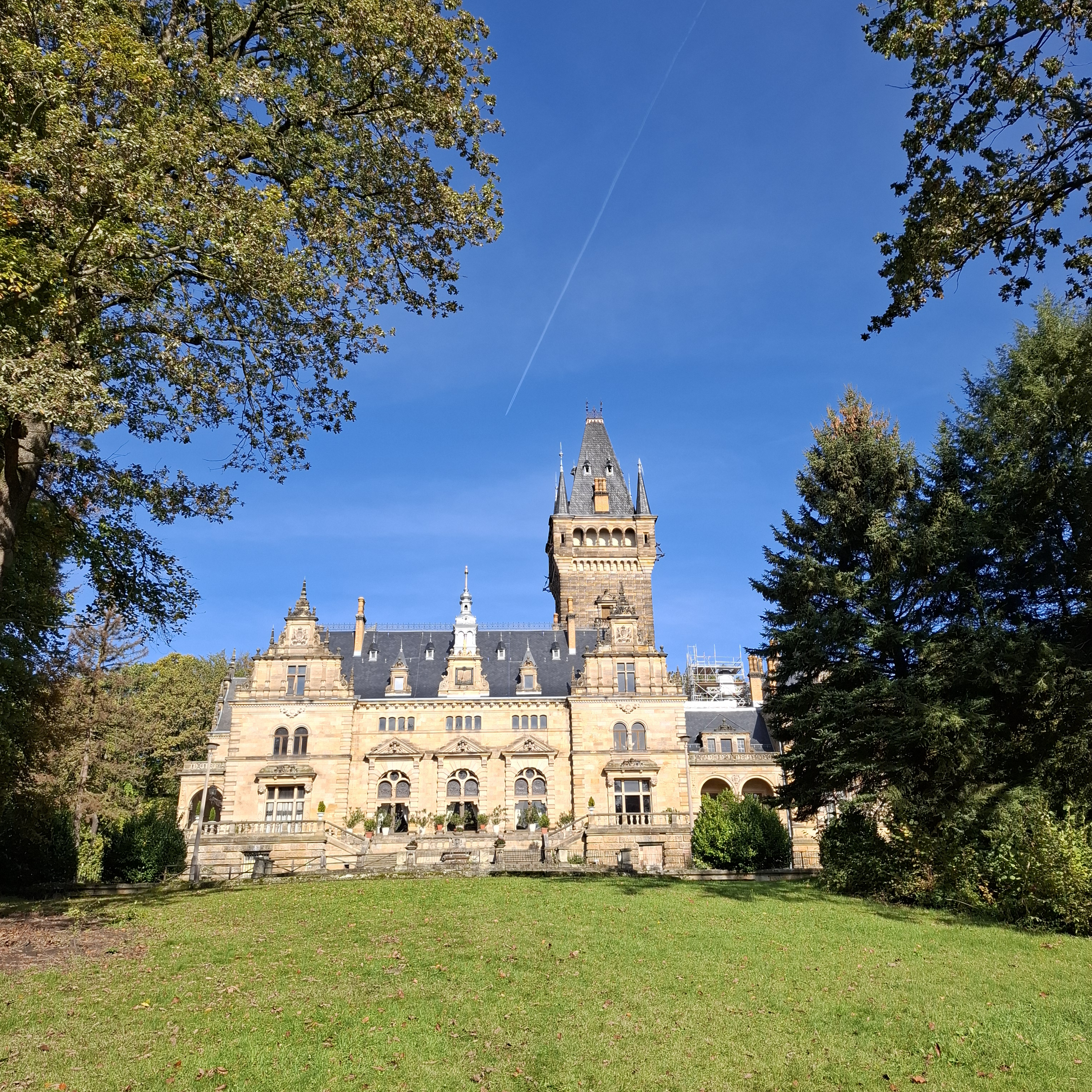
Neues Schloss mit Schlosspark

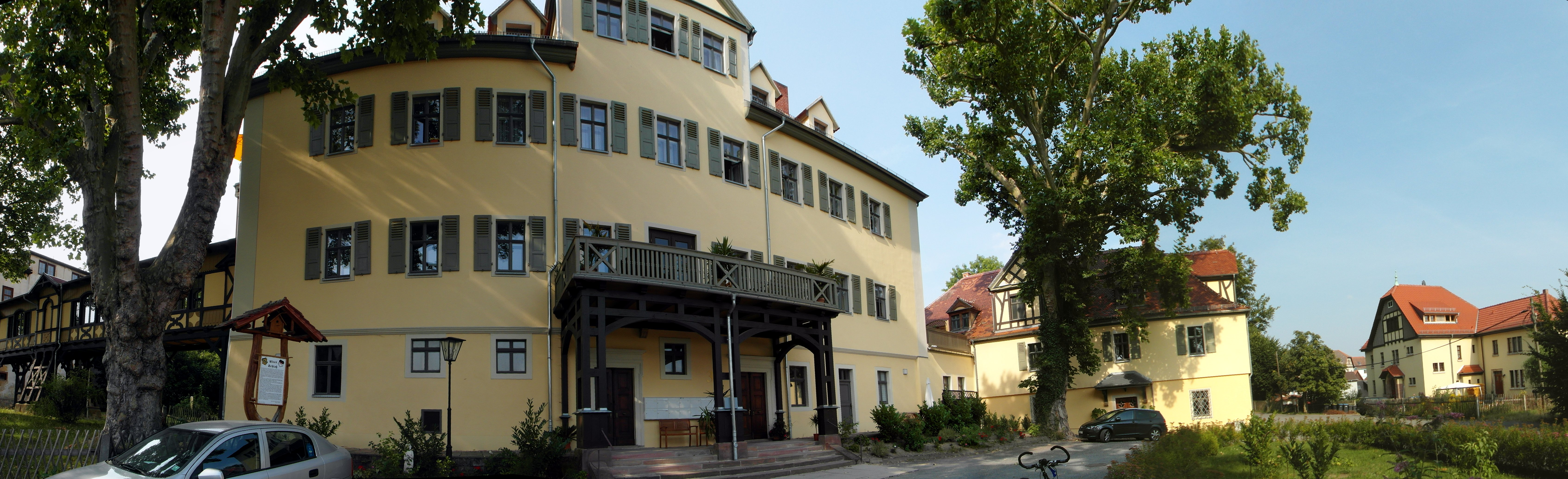
Hummelshain, das Alte Schloss

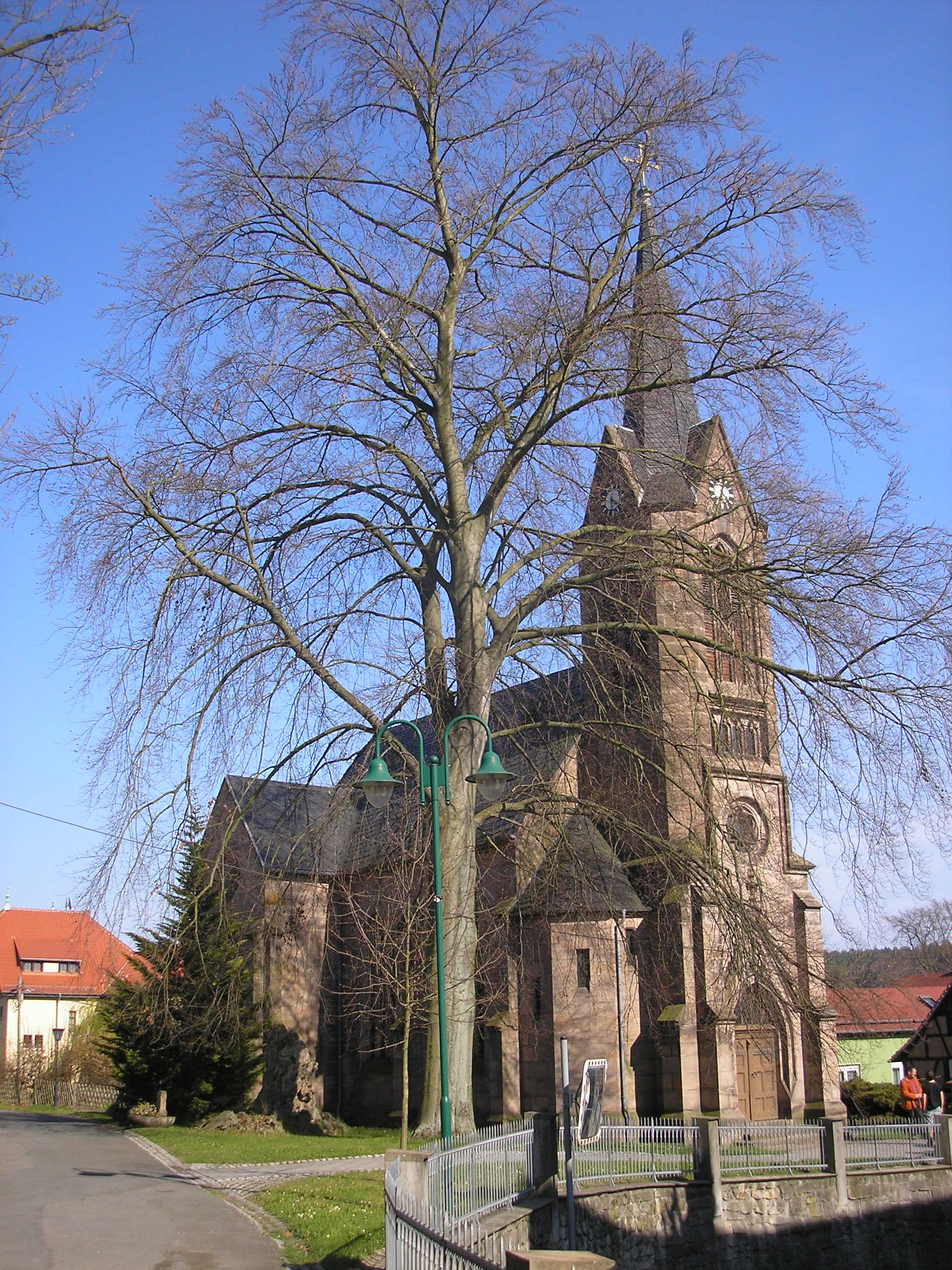
Dorfkirche

Hummelshain ist eine Gemeinde mit dem Ortsteil Schmölln in Thüringen, Deutschland.

## Geografie
Die Ortschaft liegt im Süden des Saale-Holzland-Kreises und ist Teil der Verwaltungsgemeinschaft Südliches Saaletal. Benachbarte Orte sind im Nordwesten Groß- und Kleineutersdorf, Lindig sowie der Ortsteil Schmölln, im Nordosten Trockenborn-Wolfersdorf, im Südosten Lichtenau und Neustadt an der Orla, im Süden Langendembach und im Westen Orlamünde. Durch den Ort führt von Ost nach West die Landesstraße L 1110 (Kahla – Neustadt an der Orla), in der Ortsmitte zweigt die L 1111 nach Nordosten in Richtung Trockenborn ab. Im Osten des Ortes zweigt ein ausgebauter Waldweg von der L 1110 in südlicher Richtung nach Langendembach ab.

## Geschichte
Hummelshain und Schmölln sind vermutlich mit der Rodung der Waldgebiete um das Jahr 1000 entstanden. Hummelshain ist unter den Orten der Umgebung jünger und die urkundliche Ersterwähnung liegt von 1349/50 vor. Die Region um Hummelshain stand bis zum 14. Jahrhundert unter der Herrschaft der Grafen von Weimar-Orlamünde. Danach folgten die Markgrafen von Meißen auch als Thüringer Landgrafen, die sich nach der Stammburg Wettin nannten. Sie waren bis in das 20. Jahrhundert Herren über das Gebiet um Hummelshain. Zu Beginn ihrer Herrschaft legten sie einen fürstlichen Jagdhof an. Der Bau der Jagdanlage Rieseneck im 17. und 18. Jahrhundert wurde zum Kulturdenkmal und einem Freilichtmuseum zur Jagdgeschichte. Es folgten dann weitere Änderungen und Bauten. Das Neue Jagdschloss Hummelshain wurde als eines der letzten Schlösser 1880 geplant und im Neorenaissancestil errichtet. Der Turm des Schlosses hat eine Höhe von 48 Metern und ist weithin sichtbar.
Während des Zweiten Weltkrieges errichtete hier das nationalsozialistische Rüstungsunternehmen REIMAHG ein Krankenhaus für seine Zwangsarbeiter, bestehend aus sechs Baracken im Schlosspark mit je 89 Betten. Unter katastrophalen hygienischen Bedingungen und ständig überbelegt, war die Todesrate unter den insgesamt 1.088 Patienten, darunter 980 Ausländern, entsprechend hoch. In diesem Krankenhaus starben insgesamt 175 Zwangsarbeiter, von denen die meisten aus Italien kamen. Die Toten wurden auf einem Feld östlich des Friedhofs bestattet.
Nach Gründung der DDR wurde im Neuen Jagdschloss ein Jugendwerkhof eingerichtet. Im Jahr 1967 errichteten Insassen des Jugendwerkhofes aus 175 Steinen des ehemaligen Rüstungswerkes ein Denkmal für die hier verstorbenen Zwangsarbeiter.
Heute sind das sog. Alte Schloss (das im Wesentlichen auf Mitte des 17. Jahrhunderts zurückgeht) ebenso wie das Neue Jagdschloss in Privatbesitz. Das Alte Schloss ist restauriert und modernisiert und wird als Seniorenresidenz genutzt. 
Am Neuen Schloss begannen 2017 Sanierungsarbeiten, die den Verfall des historischen Gebäudes aufhalten sollen; eine Nutzung als Veranstaltungsort ist vorgesehen.

## Religion
Im Jahre 2011 waren 37 % der Bevölkerung evangelisch und nur 1 % katholisch. Die lutherischen Kirchengemeinden Hummelshain (rund 170 Mitglieder) und Schmölln (rund 20 Mitglieder) sind der Pfarrstelle Trockenborn im Kirchenkreis Eisenberg der Evangelischen Kirche in Mitteldeutschland zugeordnet. Die wenigen Katholiken gehören zur Pfarrei St. Elisabeth (Gera) im Bistum Dresden-Meißen, deren nächste Filialkirche St. Nikolaus (Kahla) ist.

## Sehenswürdigkeiten
- Altes und Neues Jagdschloss
- Ortskern mit evangelischer Kirche Johannes der Täufer (Hummelshain)
- Residenzdorfmuseum „Tante Irma Museum“ Hummelshain. Interaktive Ausstellung zum Thema „100 Jahre Leben, Wohnen und Arbeiten in Thüringen“.
- Ehemals herzogliches Teehaus für Veranstaltungen aller Art mit sehr schönem Jagdfries. Das Teehaus ist zu mieten bei der Gemeinde.
- Südlich des Ortes liegt eine kleine Wallanlage, die so genannte Fliehburg – auch alte Kirche im Volksmund genannt.[8][9]
- Unweit Hummelshains im Wald die Jagdanlage Rieseneck

## Wappen
Beschreibung: „Geviert von Silber und Grün mit rotem Herzschild, darin ein goldener Turm mit Spitzdach und seitlichen Spitztürmchen; in Feld 1 und 4 je eine grüne Tanne, in Feld 2 und 3 je eine fünfendige Hirschstange mit Rosenstock.“

## Söhne und Töchter der Gemeinde
- Johann Paul Kress (1677–1741), Jurist und Hochschullehrer an der Universität Helmstedt
- Rudi Milatz (1903–1979), Pflanzenbauwissenschaftler